# Fritz Schallenberg
Fritz Schallenberg (ur. 1921, zm. ?) – zbrodniarz hitlerowski, członek załogi niemieckiego obozu koncentracyjnego Mauthausen-Gusen i SS-Rottenführer.

## Życiorys
Członek Waffen-SS od 1940. Przez pięć kolejnych lat pełnił służbę w kompleksie obozowym Mauthausen, w tym w obozie głównym oraz podobozach Gusen i Gross-Raming (w tym ostatnim podobozie od kwietnia 1943 do maja 1944). W Gross-Raming był strażnikiem odpowiedzialnym za psy strażnicze. W czerwcu 1943, wraz z innymi esesmanami, Schallenberg brał aktywny udział w zamordowaniu więźnia narodowości jugosłowiańskiej schwytanego przy próbie ucieczki. Został on rozszarpany przez psy strażnicze.
Został osądzony w procesie US vs. Fritz Schallenberg przez amerykański Trybunał Wojskowy w Dachau w dniach 21–22 kwietnia 1947. Wymierzono mu karę 20 lat pozbawienia wolności.